# Softbal op de Olympische Zomerspelen 2000
Softbal is een van de sporten die beoefend werden tijdens de Olympische Zomerspelen 2000 in Sydney. De sport werd alleen door vrouwen beoefend op de Olympische Spelen. De acht deelnemende landen streden eerst een halve competitie tegen elkaar, waarbij ieder land eenmaal tegen elk ander land speelt. De beste vier landen kwalificeerden zich voor de halve finales.

## Dames

### Groepsfase

#### Uitslagen
| datum        | tijd  | land             |   |   |    | land             |
| ------------ | ----- | ---------------- | - | - | -- | ---------------- |
| 17 september | 10:30 | Canada           | 0 | - | 6  | Verenigde Staten |
| 17 september | 13:00 | Italië           | 0 | - | 5  | China            |
| 17 september | 17:30 | Cuba             | 1 | - | 4  | Japan            |
| 17 september | 20:00 | Nieuw-Zeeland    | 2 | - | 3  | Australië        |
| 18 september | 10:30 | China            | 1 | - | 3  | Japan            |
| 18 september | 13:00 | Cuba             | 0 | - | 3  | Verenigde Staten |
| 18 september | 17:30 | Nieuw-Zeeland    | 3 | - | 2  | Canada           |
| 18 september | 20:00 | Australië        | 7 | - | 0  | Italië           |
| 19 september | 10:30 | Japan            | 2 | - | 1  | Verenigde Staten |
| 19 september | 13:00 | Italië           | 1 | - | 0  | Cuba             |
| 19 september | 17:30 | Nieuw-Zeeland    | 0 | - | 10 | China            |
| 19 september | 20:00 | Australië        | 1 | - | 0  | Canada           |
| 20 september | 10:30 | Nieuw-Zeeland    | 6 | - | 2  | Cuba             |
| 20 september | 13:00 | Japan            | 1 | - | 0  | Australië        |
| 20 september | 17:30 | Canada           | 7 | - | 1  | Italië           |
| 20 september | 20:00 | China            | 2 | - | 0  | Verenigde Staten |
| 21 september | 10:30 | Nieuw-Zeeland    | 0 | - | 1  | Italië           |
| 21 september | 13:00 | Verenigde Staten | 1 | - | 2  | Australië        |
| 21 september | 17:30 | Cuba             | 0 | - | 7  | China            |
| 21 september | 20:00 | Japan            | 4 | - | 3  | Canada           |
| 22 september | 10:30 | Verenigde Staten | 2 | - | 0  | Nieuw-Zeeland    |
| 22 september | 13:00 | Canada           | 1 | - | 2  | Cuba             |
| 22 september | 17:30 | China            | 0 | - | 1  | Australië        |
| 22 september | 20:00 | Japan            | 2 | - | 0  | Italië           |
| 23 september | 10:30 | Australië        | 8 | - | 1  | Cuba             |
| 23 september | 13:00 | China            | 1 | - | 0  | Canada           |
| 23 september | 17:30 | Nieuw-Zeeland    | 1 | - | 2  | Japan            |
| 23 september | 20:00 | Verenigde Staten | 6 | - | 0  | Italië           |

#### Eindstand
|   | land             | Gs | W | V | RF | RA | Ptn  | Gb |
| - | ---------------- | -- | - | - | -- | -- | ---- | -- |
| 1 | Japan            | 7  | 7 | 0 | 18 | 7  | 1000 | -  |
| 2 | Australië        | 7  | 6 | 1 | 22 | 5  | .857 | 1  |
| 3 | China            | 7  | 5 | 2 | 26 | 4  | .714 | 2  |
| 4 | Verenigde Staten | 7  | 4 | 3 | 19 | 6  | .571 | 3  |
| 5 | Italië           | 7  | 2 | 5 | 3  | 27 | .286 | 5  |
| 6 | Nieuw-Zeeland    | 7  | 2 | 5 | 12 | 22 | .286 | 5  |
| 7 | Cuba             | 7  | 1 | 6 | 6  | 30 | .143 | 6  |
| 8 | Canada           | 7  | 1 | 6 | 13 | 18 | .143 | 6  |

### Halve Finales
| datum        | tijd  | land  |   |   |   | land             |
| ------------ | ----- | ----- | - | - | - | ---------------- |
| 25 september | 09:30 | Japan | 1 | - | 0 | Australië        |
| 25 september | 12:00 | China | 0 | - | 3 | Verenigde Staten |

### Finale (Bronzen medaille)
| datum        | tijd  | land      |   |   |   | land             |
| ------------ | ----- | --------- | - | - | - | ---------------- |
| 25 september | 19:30 | Australië | 0 | - | 1 | Verenigde Staten |

### Grand Finale (Gouden medaille)
| datum        | tijd  | land  |   |   |   | land             |
| ------------ | ----- | ----- | - | - | - | ---------------- |
| 26 september | 19:30 | Japan | 1 | - | 2 | Verenigde Staten |

### Eindrangschikking
| rang   | land | sporter(s) |
| ------ | ---- | --- |
| Goud   | USA  | Dot Richardson, Laura Berg, Lisa Fernandez, Crystl Bustos, Jennifer Brundage, Michele Smith, Sheila Douty, Stacey Nuveman, Leah O'Brien, Christie Ambrosi, Jennifer McFalls, Danielle Henderson, Christa Lee Williams, Lori Harrigan, Michelle Venturella |
| Zilver | JPN  | Haruka Salto, Misako Ando, Reika Utsugi, Noriko Yamaijy, Miyo Yamada, Shiori Koseki, Kazue Ito, Emi Naito, Hiroko Tamoto, Mariko Masubuchi, Yoshimi Kobayasi, Naomi Matsumoto, Yumiko Fujii, Taeko Ishakawa, Juri Takayama                                |
| Brons  | AUS  | Sandra Allen, Joanne Brown, Kerry Dienelt, Peta Edebone, Sue Fairhurst, Silina Follas, Fiona Hanes, Kelly Hardie, Tanya Harding, Sally McCreedy, Simone Morrow, Melanie Roche, Natalie Titcume, Natalie Ward, Brooke Wilkins                              |
| 4      | CHN  | |
| 5      | ITA  | |
| 6      | NZL  | |
| 7      | CUB  | |
| 8      | CAN  | |